# William Witney
William Nuelsen Witney est un réalisateur, monteur et scénariste américain, né le 15 mai 1915 à Lawton, dans l'Oklahoma, et mort le 17 mars 2002 à Jackson, en Californie (États-Unis). 

## Biographie
Il vécut son enfance à Coronado. Ne voulant pas aller à l'université, il accepta l'idée de son beau-frère Colbert Clark qui travaillait aux studios Mascot Pictures de se présenter à un test de recrutement de trois semaines organisé à Los Angeles. Malgré son inexpérience, Nat Levine fondateur du studio le préféra aux autres candidats. Son échec à l'examen d'entrée à l'académie de l'U.S. Naval ne l'affecta guère car son intérêt pour le cinéma était croissant. Al Lavoy, homme clé des studios, remarqua sa faculté à préparer les trucages et le poussa vers la réalisation. Pour gagner du temps et avoir des séquences dynamiques de bagarres, il inventa une mise en scène alternant plusieurs plans serrés très courts avec un plan large long. Cette méthode est toujours fréquemment utilisée.

## Filmographie

### Comme réalisateur
- 1937 : La Caravane de l'enfer (The Painted Stallion)
- 1937 : S.O.S. Coast Guard (en)
- 1937 : The Trigger Trio (en)
- 1937 : Zorro Rides Again
- 1938 : Les Justiciers du Far-West (The Lone Ranger)
- 1938 : The Fighting Devil Dogs (en)
- 1938 : Dick Tracy Returns (en)
- 1938 : Hawk of the Wilderness (en)
- 1939 : The Lone Ranger Rides Again
- 1939 : Les Trois Diables rouges (Daredevils of the Red Circle)
- 1939 : Dick Tracy's G-Men (en)
- 1939 : Zorro et ses légionnaires (Zorro's Fighting Legion)
- 1940 : Heroes of the Saddle (en)
- 1940 : Drums of Fu Manchu (en)
- 1940 : Hi-Yo Silver (en)
- 1940 : Adventures of Red Ryder (en)
- 1936 : King of the Royal Mounted (en) d'Howard Bretherton
- 1940 : Mysterious Doctor Satan (en) (Mysterious Doctor Satan)
- 1941 : Le Capitaine Marvel (Adventures of Captain Marvel)
- 1941 : La Fille de la jungle (en) (Jungle Girl)
- 1941 : King of the Texas Rangers (en)
- 1941 : Dick Tracy vs. Crime Inc. (en)
- 1942 : Spy Smasher
- 1942 : The Girl from Alaska
- 1942 : The Yukon Patrol (en)
- 1942 : Perils of Nyoka (en)
- 1942 : King of the Mounties (en)
- 1942 : Outlaws of Pine Ridge
- 1943 : G-men vs the Black Dragon (en)
- 1946 : Roll on Texas Moon (en)
- 1946 : Home in Oklahoma (en)
- 1946 : The Crimson Ghost (coréalisé avec Fred C. Brannon)
- 1946 : Heldorado (en)
- 1947 : Apache Rose (en)
- 1947 : Bells of San Angelo (en)
- 1947 : Springtime in the Sierras (en)
- 1947 : On the Old Spanish Trail (en)
- 1948 : The Gay Ranchero (en)
- 1948 : Under California Stars (en)
- 1948 : Eyes of Texas (en)
- 1948 : Night Time in Nevada (en)
- 1948 : Grand Canyon Trail (en)
- 1948 : The Far Frontier (en)
- 1949 : Susanna Pass (en)
- 1949 : Down Dakota Way (en)
- 1949 : Land of Opportunity: The American Rodeo
- 1949 : The Golden Stallion
- 1949 : Land of Opportunity: The Sponge Diver
- 1950 : Bells of Coronado (en)
- 1950 : Land of Opportunity: Tillers of the Soil
- 1950 : Land of Opportunity: The Mardi Gras
- 1950 : Twilight in the Sierras (en)
- 1950 : Trigger, Jr. (en)
- 1950 : Sunset in the West (en)
- 1950 : North of the Great Divide (en)
- 1950 : Trail of Robin Hood (en)
- 1951 : Spoilers of the Plains (en)
- 1951 : Heart of the Rockies (en)
- 1951 : In Old Amarillo (en)
- 1951 : South of Caliente (en)
- 1951 : Pals of the Golden West (en)
- 1952 : Colorado Sundown (en)
- 1952 : The Last Musketeer
- 1952 : Border Saddlemates
- 1952 : Old Oklahoma Plains (it)
- 1952 : The WAC from Walla, Walla
- 1952 : South Pacific Trail
- 1953 : Old Overland Trail (it)
- 1953 : Iron Mountain Trail (it)
- 1953 : Down Laredo Way (it)
- 1953 : Shadows of Tombstone
- 1954 : Les Proscrits du Colorado (The Outcast)
- 1954-1955 : Histoires du siècle dernier (Stories of the Century, série TV)
- 1955 : Santa Fe Passage (en)
- 1955 : City of Shadows
- 1955 : Headline Hunters
- 1955 : The Fighting Chance
- 1956 : Stranger at My Door
- 1956 : A Strange Adventure
- 1957 : Panama Sal
- 1958 : The Bonnie Parker Story
- 1958 : The Cool and the Crazy
- 1958 : Juvenile Jungle
- 1958 : Young and Wild
- 1959 : Zorro Rides Again
- 1959 : Paratroop Command
- 1959 : Laramie ("Laramie") (série TV)
- 1960 : Valley of the Redwoods
- 1960 : The Secret of the Purple Reef
- 1961 : The Long Rope
- 1961 : Le Maître du monde (Master of the World)
- 1961 : The Cat Burglar
- 1962 : La Route des rodéos ("The Wide Country") (série TV)
- 1964 : Apache Rifles
- 1965 : The Girls on the Beach
- 1965 : Représailles en Arizona
- 1966 : Dr. Satan's Robot (TV)
- 1966 : Nyoka and the Lost Secrets of Hippocrates (TV)
- 1966 : Cyclotrode 'X' (TV)
- 1966 : Lost Island of Kioga (TV)
- 1966 : Spy Smasher Returns (TV)
- 1967 : 40 Guns to Apache Pass
- 1967 : Tarzan's Jungle Rebellion
- 1972 : Master of the World
- 1973 : I Escaped from Devil's Island
- 1974 : Kodiak (en) (série TV)
- 1975 : Darktown Strutters

### comme monteur
- 1935 : Le Cavalier miracle (The Miracle Rider)
- 1936 : Robinson Crusoe of Clipper Island
- 1937 : Dick Tracy (en)'
- 1960 : The Tall Man (série télévisée)

### comme acteur
- 1933 : Fighting with Kit Carson : Settler / Indian / Trooper
- 1936 : The Vigilantes Are Coming : Cosaque
- 1938 : The Spider's Web : Policier
- 1951 : The Wild Blue Yonder : Gen. Curtis E. LeMay

### comme scénariste
- 1935 : The Singing Vagabond (en)